# Rosengrens Metallgjuteri
Rosengrens Metallgjuteri är ett metallgjuteri i Vintrie i Skåne. Metallgjuteriet grundades av Julius Nicolaus Rosengren i Limhamn år 1909. Idag bär många konstverk runt om i Sverige vittne om den Rosengrenska konstskickligheten.   Genom åren har gjuteriet samarbetat med flera framgångsrika konstnärer, såsom Carl Milles, Stig Blomberg och Ivar Johnsson.
Under de första verksamhetsåren ägnade sig gjuteriet främst åt industridesign. 1912 göts den första bronsskulpturen till konstnären Johannes Collin. Rosengrens Metallgjuteri använder sig av gjuttekniken sandform och gjuter verk i brons, aluminium och mässing. Utöver metallgjutning har gjuteriet också verksamhet inom 3D-printing och glasgravyr. Idag är det fjärde generationen som driver Rosengrens Metallgjuteri.
2021 gick Rosengrens Metallgjuteri AB ihop med Vetlanda Gjuteri AB. Tillsammans etablerade metallgjuterierna Rosengren & Nilsson Group AB som gjuteriet går under namnet idag.

## Urval av konstverk
- Mindre statyer av Europa och Tjuren av Carl Milles.
- Snapphanen av Axel Ebbe
- Flora av Jonas Fröding.
- Ungdom av David Wretling.
- R F Berg av Edvard Trulsson[1]
- Utvandrarmonumentet av Axel Olsson.[1]
- Dansa min docka av Bror Forslund.
- Ringen på Stockholms centralstation av Stig Blomberg.
- Passionsblomman av Thure Thörn.
- Borgarna av Olle Adrin.
- Staty över Nils Månsson av Anders Olson.
- Fredsmonumentet av Ivar Johnsson.
- Torgbrunn av Stig Blomberg.
- Mor och Barn av Lennart Källström.
- Thalia av Bror Marklund.[6]
- Byst av James Baker av Johan Falkman.[7]
- Dit vi kommer, varifrån vi går av Patrik Bengtsson
- Traveler av Tori Wrånes.
- Trumslagaren av Yngve Lundell.[8]